# Classe Sjölejonet
La classe Sjölejonet était une classe de navires de neuf sous-marins entrés en service dans la marine royale suédoise entre 1939 et 1941.

## Unités
| Nom du navire   | Chantier naval | Pose de la quille | Lancé            | Commissionné      | Destin                                             |
| --------------- | -------------- | ----------------- | ---------------- | ----------------- | -------------------------------------------------- |
| HMS Sjölejonet  | Kockums, Malmö | 1935              | 25 juillet 1936  | 21 septembre 1938 | radié de la liste des navires le 15 mai 1959       |
| HMS Sjöbjörnen  | Kockums, Malmö | 1936              | 15 janvier 1938  | 18 mars 1939      | radié de la liste des navires le 1er janvier 1964  |
| HMS Sjöhunden   | Kockums, Malmö | 1937              | 26 novembre 1938 | 18 décembre 1939  | radié de la liste des navires le 1er juillet 1960  |
| HMS Svärdfisken | Kockums, Malmö | 1939              | 18 mai 1940      | 20 juin 1941      | radié de la liste des navires le 15 mai 1959       |
| HMS Tumlaren    | Kockums, Malmö | 1940              | 7 septembre 1940 | 14 mai 1941       | radié de la liste des navires le 1er janvier 1964  |
| HMS Dykaren     | Kockums, Malmö | 1940              | 17 décembre 1940 | 26 août 1941      | radié de la liste des navires le 1er décembre 1959 |
| HMS Sjöhästen   | Kockums, Malmö | 1940              | 19 octobre 1940  | 18 juin 1941      | radié de la liste des navires le 1er avril 1963    |
| HMS Sjöormen    | Kockums, Malmö | 1940              | 5 avril 1941     | 3 décembre 1941   | radié de la liste des navires le 1er janvier 1964  |
| HMS Sjöborren   | Kockums, Malmö | 1941              | 14 juin 1941     | 28 mai 1942       | radié de la liste des navires le 15 mai 1959       |